# Marco Di Piazza

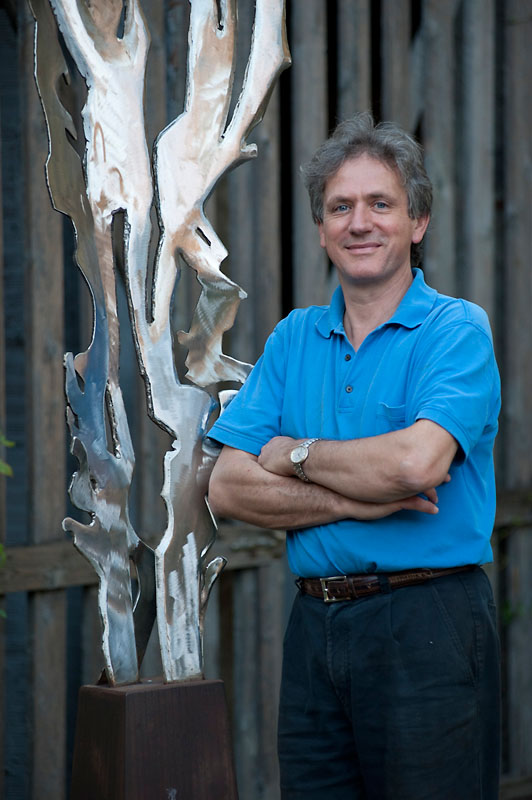
Marco Di Piazza, 2010

Marco Di Piazza (* 1. April 1961 in Rom) ist ein italienischer Künstler.

## Leben
Di Piazza wurde in Rom geboren. Mit seinen Eltern zog er bald darauf in die Nähe von Siena. In Florenz studierte Di Piazza, Sohn einer Künstlerin und eines Philosophen, Kunst und Architektur.
Nachdem er die Restaurierung einer mittelalterlichen Kapelle im Zentrum von San Gimignano abgeschlossen hatte, eröffnete er dort 1989 eine Galerie mit angeschlossener Werkstatt und stellte dort fortan seine Zeichnungen und Skulpturen aus Stein, Bronze und Terracotta aus. Über 15 Jahre lang betrieb er die Galerie und schuf einige monumentale Skulpturen. Heute sind seine Werke in mehreren Ländern der Welt in öffentlichen und privaten Sammlungen zu finden.
2003 verlegt Di Piazza seinem Lebensmittelpunkt nach Bonn. An seinem neuen Wohnort widmet er sich vermehrt dem Zeichnen. Immer wieder zog er sich für einige Monate in seine Werkstatt in San Gimignano zurück, um seine großformatigen Skulpturen aus Stahl und Eisen herzustellen. Diese Materialien wurden in den letzten Jahren zu seinem bevorzugten Ausdrucksmittel.
Seit kurzem engagiert sich Di Piazza für ein interdisziplinäres didaktisches Projekt, das auf dem künstlerischen und kulturellen Reichtum seiner Heimatregion Toskana basiert und Ausdruck einer neuen Art der Beziehung zu seinen Ursprüngen ist. Di Piazza lebt und arbeitet sowohl in Bonn als auch in San Gimignano.
Marco Di Piazza ist verheiratet und hat drei Kinder.

## Ausstellungen (Auswahl)
- La Biennale di Venezia: il Padiglione Italia nel mondo (2011)[2]